# Los calaveras
Los calaveras (traducibile in italiano come: I testoni) è un film del 1931 diretto da James Parrott e James W. Horne con Stan Laurel e Oliver Hardy (Stanlio e Ollio). La pellicola è la versione spagnola del cortometraggio Be Big!, girato in lingua inglese dalla coppia sempre nel '31, ed è unito sempre ad un totale rifacimento in castigliano della comica Laughing Gravy.

## Trama
(Intertitolo iniziale dopo i titoli di apertura)
Il Signor Laurel e il Signor Hardy (Stanlio e Ollio) decidono di andare con le rispettive mogli ad Atlantic City, tuttavia proprio pochi attimi prima della partenza, a casa Hardy telefona Cookie, un amico dei due amici il quale ha organizzato una festa a sorpresa al loro club e ora vuole invitarli come ospiti d'onore. Hardy esita nel rispondere, dando la possibilità a Cookie di cucinarselo per bene, convincendolo nell'inventarsi una scusa per la moglie. Hardy così si finge malato e assieme a Laurel convince le coniugi a partire quella sera stessa per Atlantic City, con la promessa di raggiungerle il giorno seguente. Così Laurel e Hardy si danno da fare per mettersi le uniformi ufficiali del club e correre a divertirsi. Mentre Hardy si prepara, Laurel poggia i suoi vestiti nel chiodo della porta dello stanzino, ma l'altro glieli getta per terra uno dopo l'altro, per poi finire a gambe all'aria inciampando negli stivali dell'amico.
Successivamente i due iniziano a vestirsi mentre le mogli, giunte in stazione, vengono informate che i biglietti per Atlantic City sono esauriti e che quindi sarebbero dovute tornare la mattina dopo. Intanto Laurel e Hardy si stanno infilando gli stivali, ma Laurel scambia i suoi con quelli dell'amico, cosicché quelli di Hardy saranno stretti e impossibili da sfilare. Nei vari tentativi di levarseli, Hardy sfonda una sedia, poi finisce col sedere su un chiodo e infine rischia di precipitare dalla finestra. Salvatosi, egli cerca di colpire Laurel ma inciampa e rovina contro un apparecchio elettrico attaccato ad un elastico per smaltire il grasso dai fianchi. Il nastro gli si incastra nel collo e così Hardy rimane intrappolato finché l'amico non lo salva dal soffocamento. Nei seguenti tentativi di sfilarsi lo stivale, Hardy sfonda la finestra, le tende e finisce anche nella vasca da bagno, proprio quando le mogli rientrano e sorprendono i due nell'atto di partire.
(Secondo intertitolo)
Laurel e Hardy inoltre in albergo hanno un cagnolino di nome Vercingetorige (nella versione originale il cane si chiama Laughing Gravy, da cui il titolo in inglese). Il padrone però non gradisce la sua presenza, così per evitare che il cagnolino venga sbattuto fuori in mezzo alla neve, i due combinano disastri, fino a salire sul tetto e distruggere il camino; alla fine il padrone, esasperato, li sbatte fuori. I due amici che stanno per andarsene quando quest'ultimo riceve una lettera che riguarda l'eredità di migliaia di dollari, a patto che Laurel scarichi Hardy. Lui ci rimane male e si allontana portandosi dietro il cagnolino, ma Laurel ci ripensa e straccia via la lettera. Hardy pensa che l'amico abbia dato più ragione all'amicizia che ai soldi, ma si sbaglia: Laurel rinuncia a tutto perché vuole solo tenersi il cane.

## Differenze diLos calaverasdall'originale
Nel cortometraggio Be Big! ci sono alcuni dialoghi di Stanlio e Ollio che variano nella versione spagnola. Ciò è dovuto affinché le due comiche abbisno in nesso logico. Inoltre la versione spagnola, contenente anche il corto Laughing Gravy, possiede la versione estesa che negli Stati Uniti d'America i due comici hanno girato, tagliandola poi da 30 a 20 minuti circa. 
Negli ultimi 10 minuti, Stanlio e Ollio stanno facendo le valige, cacciati dal padrone della pensione. Stablio riceve inaspettatamente una lettera da un lontano zio, che gli dona la sua ricca eredità, a patto che lui abbandoni Ollio,causa delle sue sventure, a suo dire. Stanlio è combattuto, ma alla fine sceglierà di stracciare tutto e rimanere col cagnolino.